# Дом учёных (Санкт-Петербург)
Дом учёных имени М. Горького (Дворцовая набережная, 26) — объединение работников научных учреждений и высшей школы, старейший в бывшем СССР творческий клуб научной интеллигенции.
Располагается в бывшем дворце великого князя Владимира Александровича — «Владимирском дворце».

## Здание
См. Владимирский дворец.

## История учреждения
Дом Учёных открыт 31 января 1920 года решением Петросовета по инициативе Петроградской комиссии по улучшению быта учёных (председатель Максим Горький) в бывшем дворце великого князя Владимира Александровича.
В 1920—1930-х годах в Доме учёных еженедельно по субботам читали научные доклады, по четвергам — общедоступные лекции, проводили диспуты, концерты.
В октябре 1920 года Дом учёных посетил Герберт Уэллс (и затем отметил это в книге «Россия во мгле»).
В начале 1930-х годов избран первый общественный совет Дома учёных (председатель — Н. И. Вавилов), организованы первые научные секции.
В 1932 году Дому учёных было присвоено имя М. Горького.
В годы Великой Отечественной войны Дом учёных продолжал работу, оставаясь одним из общественно-культурных центров Ленинграда. В начале 1942 года в Доме учёных был развёрнут стационар на 50 мест для страдавших дистрофией. При Доме учёных действовало бюро научно-технической помощи городу и фронту (многие его разработки осуществлены по заданию штаба Ленинградского фронта). Учёные выступали с лекциями и докладами в воинских частях, на кораблях, в госпиталях.

## Наши дни
В Доме учёных работают десятки (на 1990 год — около 40, на 2011 год — 28) научных секций по различным направлениям фундаментальной и прикладной науки (в контакте с коллективами промышленных предприятий и научно-техническими обществами), проводятся лекции, беседы «за круглым столом», деловые встречи с руководителями предприятий, дискуссии по важнейшим вопросам науки и техники. В залах Дома учёных также проходят концерты, художественные выставки, презентации. Работой Дома учёных руководит общественный Совет, который координирует деятельность 13 общественных комиссий по различным отраслям деятельности.